# Клан Троттер

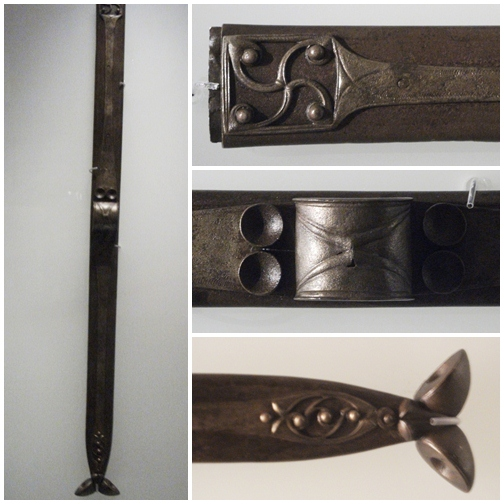
Кельтские артефакты в музее замка Монтонхолл.

Клан Троттер (шотл. — Clan Trotter) — один из кланов равнинной части Шотландии (Лоуленд).
- Девиз клана: In promptu (лат.) — «Наготове» (In readiness)
- Земли клана: Мидлотиан и Берикшир
- Вождь клана: Александр Ричард Троттер, 14-й лэрд Мортонхолла, 5-й лэрд Чартерхолла[1]
- Резиденция вождя клана: Замок Мортонхолл
- Союзные кланы: Клан Хоум.

## Ветви клана Троттер
- Троттер из Мортонхолла[2]
- Троттер из Прентаннана[2]
- Троттер из Чартерхолла[2]
- Троттер из Катчелроу[2]

## История клана Троттер

### Происхождение клана Троттер
Считается, что название клана Троттер происходит от французского слова trotier — тротир, которое означает беглец или посланник. Существует легенда о том, что брат лорда Гиффорда получил приказ немедленно доставить послание королю Шотландии Якову III Стюарту.
Вождями клана Троттер владели землями в Шотландском Приграничье — землями Прентаннан в Берикшире. Клан Троттер был типичным кланом Шотландского приграничья и занимался веками тем, что совершал рейды с целью захвата добычи на территорию Англии, защищал границу, враждовал с другими шотландскими кланами. Младшая ветка клана — Троттер из Мортонхолла получили свои земли от короля Шотландии Роберта II Стюарта.

### XV—XVI века
Еще одной младшей ветвью клана Троттер является линия Троттер из Катчелроу. Уильям Троттер из Катчелроу был рыцарем Шотландского Приграничья. Его неоднократно обвиняли в нарушении мира на окраинах в 1437 и 1450 годах, в том числе в указах короля. Внук его был казначеем города Эдинбург.
Вождь клана Троттер погиб во время сражения при Флоддене в 1513 году.

### XVII век
Во время Гражданской войны ветвь клана Троттер из Катчелроу поддерживала роялистов и короля Карла I Стюарта. Они помогали роялистам под руководством Джеймса Грэма, 1-го маркиза Монтроза, в 1645 году. За это их преследовали сторонники парламента и наложили крупный штраф.
Прямой потомок вождя клана Троттер, который погиб в битве при Флоддене, боролся за Джона Грэма, 1-го виконта Данди, и принимал участие в битве под Килликранки в 1689 году. Его внук — преподобный Роберт Троттер, был выдающимся ученым, написал книгу о жизни Христа и апостолов. Эта книга по-прежнему считается обязательной для изучения во многих теологических колледжах. Доктор Джон Троттер был сторонником якобитов, занимался лечением раненых шотландских солдат.

### XIX века
Роберт Троттер из Буша был почтмейстером Шотландии. Он умер в 1807 году. Томас Троттер из Мортонхолла принимал участие в наполеоновских войнах и погиб во время битвы при Ватерлоо, где он командовал эскадроном драгун.

## Вождь клана
В настоящее время (с 1962 года) вождем клана является Александр Ричард Троттер, 14-й лэрд Мортонхолла, 5-й лорд Чартерхолла (род. 20 февраля 1939).